# فریج‌ها
فریج‌ها به صورت رسمی، شگون‌نماهای المپیک تابستانی ۲۰۲۴ و پارالمپیک تابستانی ۲۰۲۴ پاریس بودند. این نماد، برگرفته از کلاه فریگی است که به عنوان نمادی از فرانسه تلقی می‌شود.

## تاریخچه

### پیش‌زمینه
کلاه فریگی، کلاهی نرم و عموماً به رنگ قرمز است که به‌طور سنتی توسط بردگان آزاد شده در فریگیه، پادشاهی باستانی واقع در ترکیه کنونی استفاده می‌شد. از سال ۱۷۸۹ در پی فتح قلعه باستیل که آغاز انقلاب فرانسه بود، این کلاه یک نماد مورد استفاده توسط انقلابیون بود که از آن تعبیری از آزادی داشتند. از این نمادی برگرفته از همین کلاه در همین راستا در بازی‌های المپیک تابستانی ۲۰۲۴ در پاریس از آن استفاده شد. ماریان، شخصیت ملی فرانسه نیز گاهی در حالی به تصویر کشیده می‌شود که این کلاه را بر سر دارد.
طراحی فریج‌ها به‌دست گیلس دلاریس، طراح مشهور فرانسوی صورت گرفته است.

### رونمایی
در ۱۴ نوامبر ۲۰۲۲، در آیین رونمایی شگون (نماد) المپیک پاریس، از فریج‌ها به عنوان «ورزشی، مهمانی عاشقانه و خیلی فرانسوی» معرفی شدند. تونی استانگه، ورزشکار بازنشستهٔ مطرح و رهبر سازمان کمیته المپیک و پارالمپیک پاریس، گفته بود «ایده‌آل» به‌جای یک حیوان برگزیده شده است و این کلاه برای مردم فرانسه، نمادی برای آزادی و به معنای مردم فرانسوی است. او افزود «همچنین نماد پارالمپیک نیز یک پیام قدرتمند را مخابره می‌کند، ترویج فراگیری.»

## مشخصات
فریج‌ها به شکل دو کلاهک مثلثی شکل قرمز به تصویر کشیده شده‌اند. آنها بازوهایی در یک شیب دارند و قسمت‌های بالایی خود را به سمت جلو حرکت می‌دهند. نشان پاریس ۲۰۲۴ روی سینهٔ آنها قرار دارد، و چشمان آنها با نوارهای سه رنگی که رنگ‌های پرچم فرانسه را به نشان می‌دهد، تزئین شده است و ادای احترامی به روبان فرانسه است. فریج ویژهٔ المپیک دو کفش کتانی آبی رنگ به پا دارد، درحالیکه فریج پارالمپیک یک پروتز و یک کفش ورزشی قرمز رنگ دارد که روی پای دیگر می‌پوشد.
هر فریج یک شخصیت دارد. فریج المپیک «باهوش» با «ذهنی روش‌مند و جذابیت فریبنده» است، درحالیکه فریج پارالمپیک «یک حیوان مهمانی، خودجوش و کمی تندخو است».

## مالکیت معنوی و بازرگانی
کمیته بین‌المللی المپیک، مالکیت و کنترل انحصاری استفاده از نمادهای المپیک را از طریق یک معاهده بین‌المللی، معاهده نایروبی در مورد حفاظت از نماد المپیک حفظ می‌کند.
شرکت بازرگانی دودو و کمپین اعلام کرد که این نمادها به فروشی تا حدود ۱ میلیون عدد رسیده است. آنها پیش‌بینی کرده‌اند این میزان تا ۱٫۳ میلیون افزایش یابد.
درآمدهای حاصل از فروش این محصولات در سراسر این مسابقات توسط کمیته بین‌المللی المپیک، بین ورزشکاران، کمیته‌های سازماندهی، کمیته‌های ملی المپیک، فدراسیون‌های بین‌المللی ورزش و سایر سازمان‌های ورزشی توزیع می‌شود.

## حواشی
در فرانسه، انتقاداتی در مورد ماکت‌های اسباب‌بازی این شگون مطرح شده است، چرا که بسیاری از آنها ساخته‌شده در چین است. جولی ماتیخین، مدیر برند پاریس ۲۰۲۴، پاسخ داد که «۱۸ درصد از اسباب‌بازی‌های موجود، تولید شده توسط شرکت Doudou & Compagnie در بریتانیا خواهد بود» به امید «تغییر بخشی از جزء».
مربیان، فریج‌ها را به یک «کلیتوریس» غول پیکر تشبیه کردند، و توسط شهروندان فرانسوی به آنها لقب le clito National (کلیتوریس ملی) داده شده است. روزنامه فرانسوی لیبراسیون، از آن به عنوان یک انحراف انقلابی از معماری سنتی فالیک برج ایفل استقبال کرد. خارجی‌ها نیز از آن‌ها به عنوان شکلک مدفوع یا زبان مورد یاد کردند.

## نگارخانه

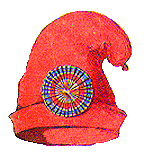
کلاه فریگی، نماد آزادی، الهامبخش طراحی فریج‌ها است
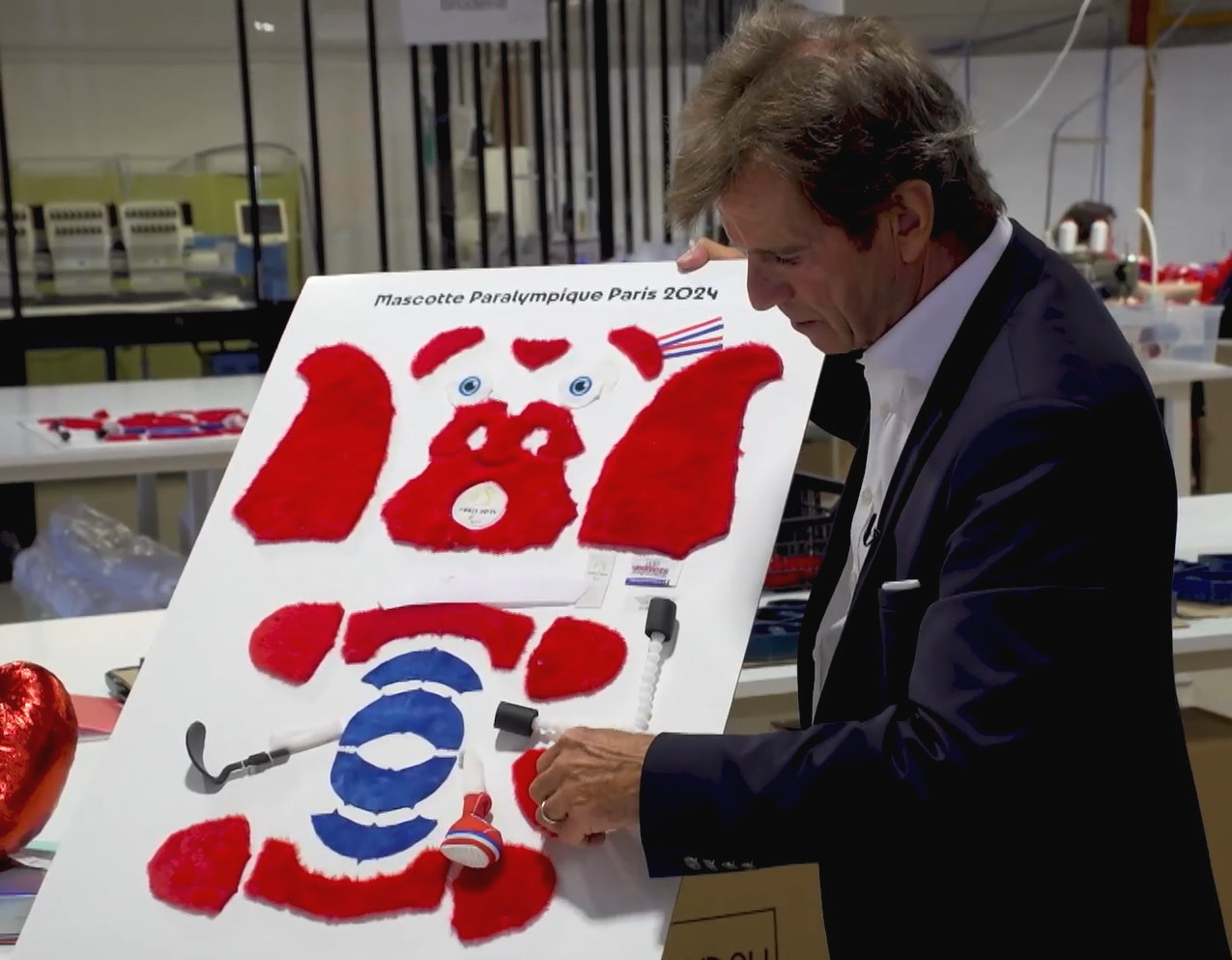
توضیحات ساخت اسباب بازی پر شده فریج‌ها